# Mausolée vert

Le Mausolée vert (en Turc : Yeşil Türbe) est le mausolée du cinquième Sultan ottoman, 
Mehmed Ier, à Bursa, en Turquie. Il fut érigé par le fils et successeur de Mehmed, 
Mourad II, peu de temps après son décès en 1421. L'architecte, Hacı Ivaz Pacha conçut les plans de la 
tombe ainsi que ceux de la Mosquée verte, qui lui fait face.

## Architecture
L'extérieur de l'édifice est couvert de tuiles vertes et bleues qui lui donnent son nom. La majorité de ces dernières furent remplacées par des céramiques de Kütahya, conséquence du 
tremblement de terre de Bursa de 1855. L'entrée du portail est constituée de muqarnas, ornée de tuiles d'Iznik avec des motifs floraux en bleu, blanc et jaune.
À l'intérieur, face aux portes en bois sculpté, le catafalque royal, richement décoré d'écritures saintes, se tient sur une plate-forme centrale entouré par sept autres tombeaux. La partie inférieure de la construction est composée d'un alignement de tuiles vertes et bleues, le mur est orné de mosaïques représentant un jardin de roses, d'œillet et de jacinthes. Les chandeliers et les vitraux colorés sont des ajouts plus tardifs.

## Galerie

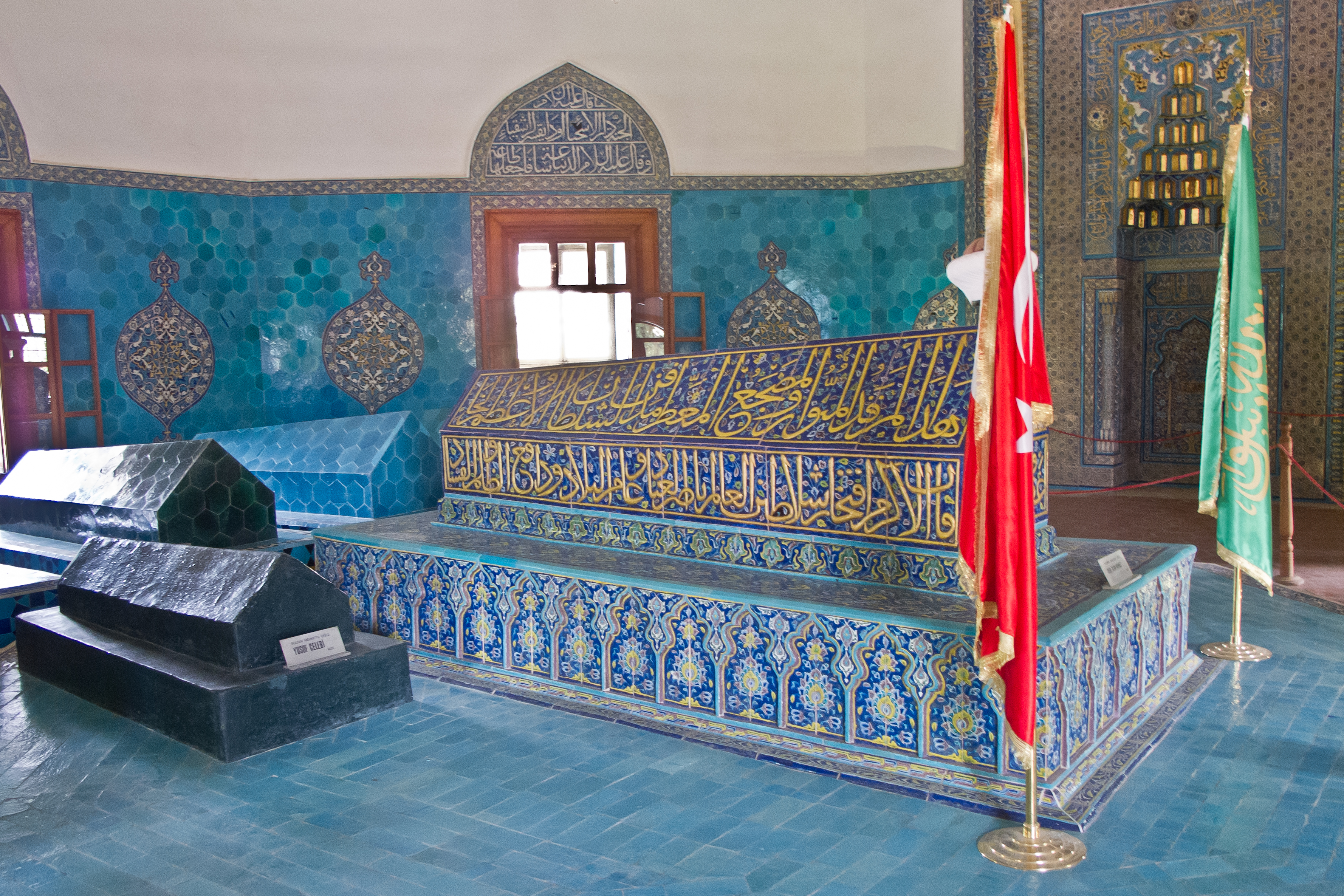
Intérieur.
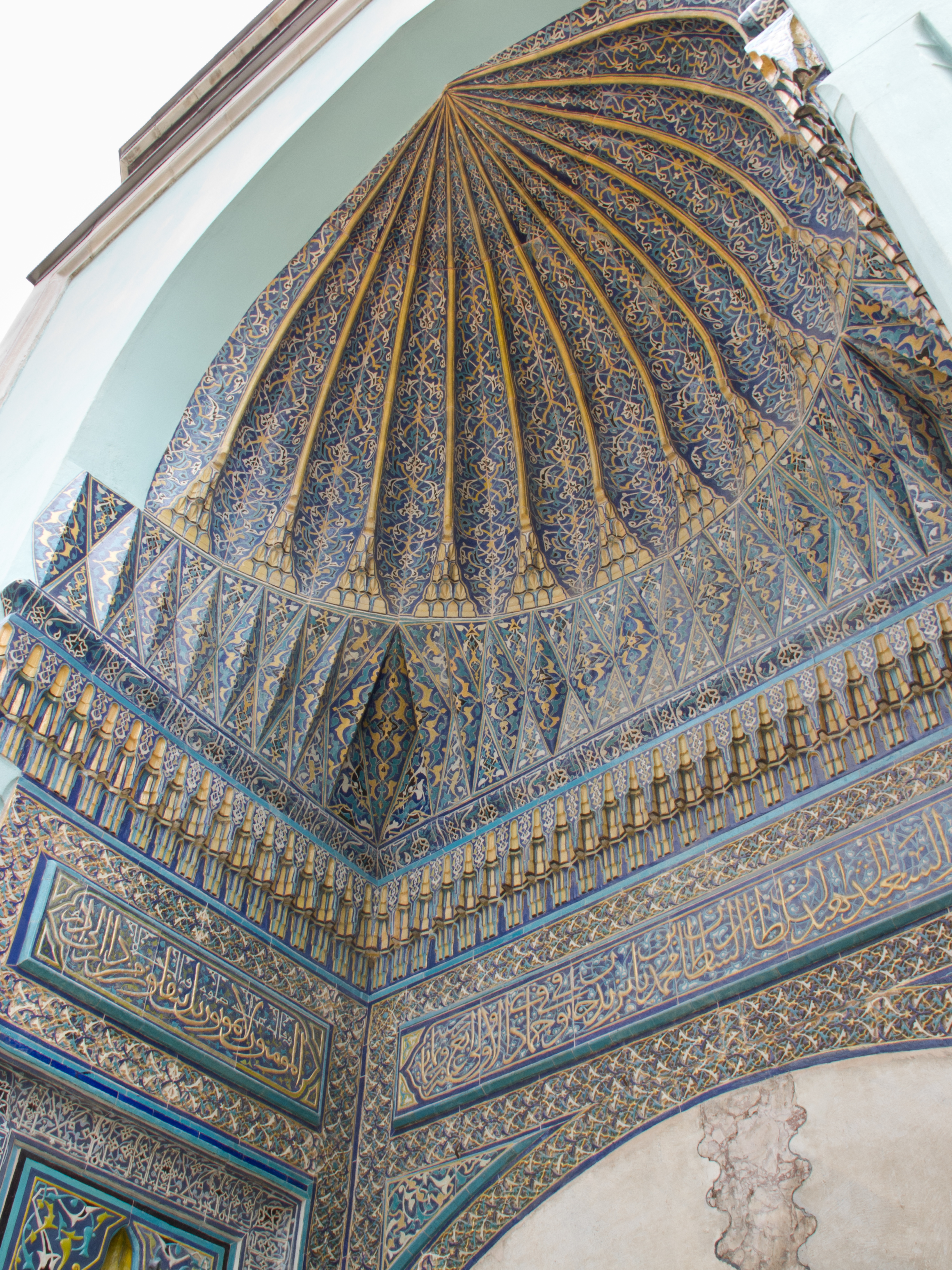
Portail d'entrée.
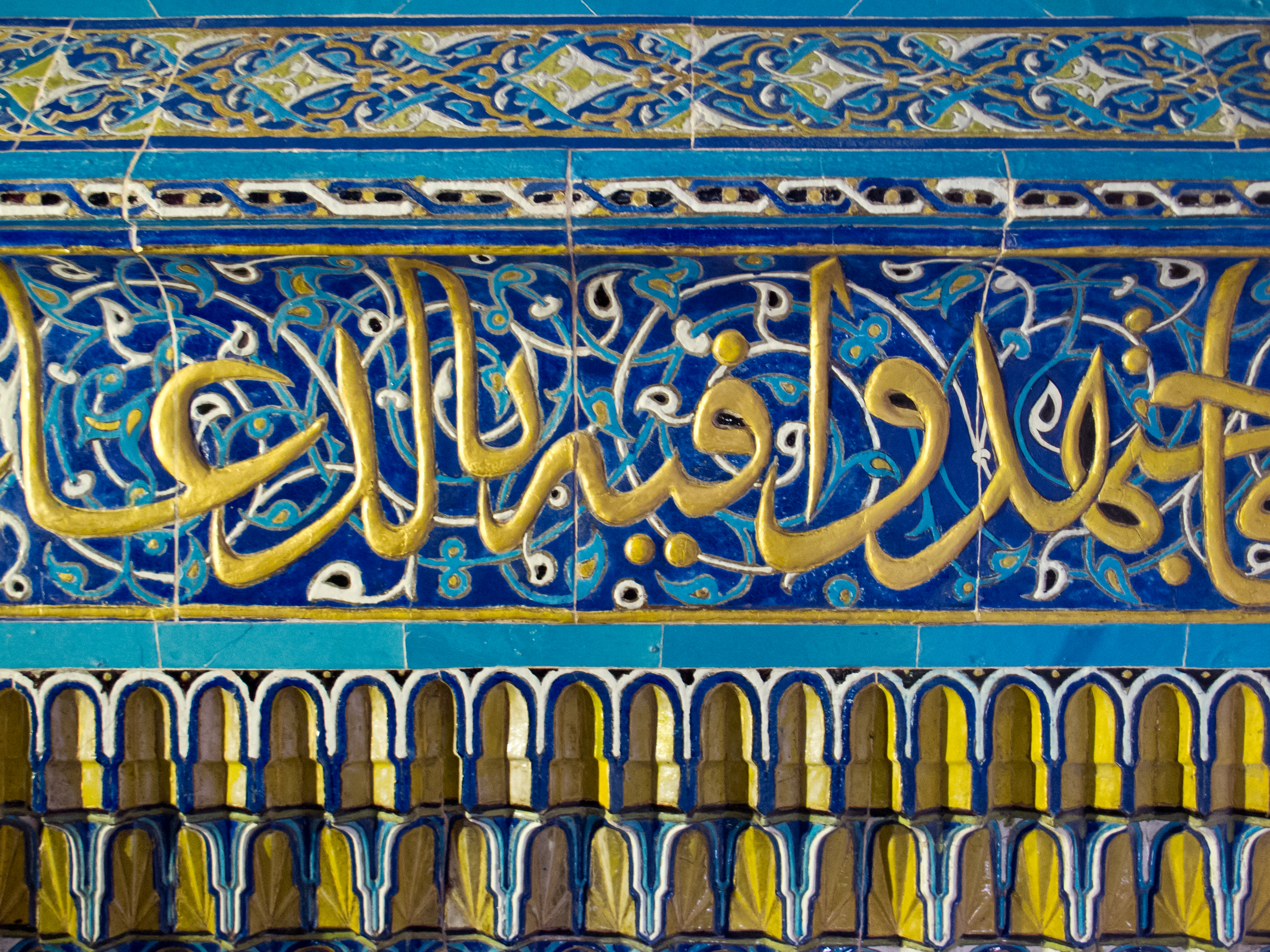
Détail calligraphique.
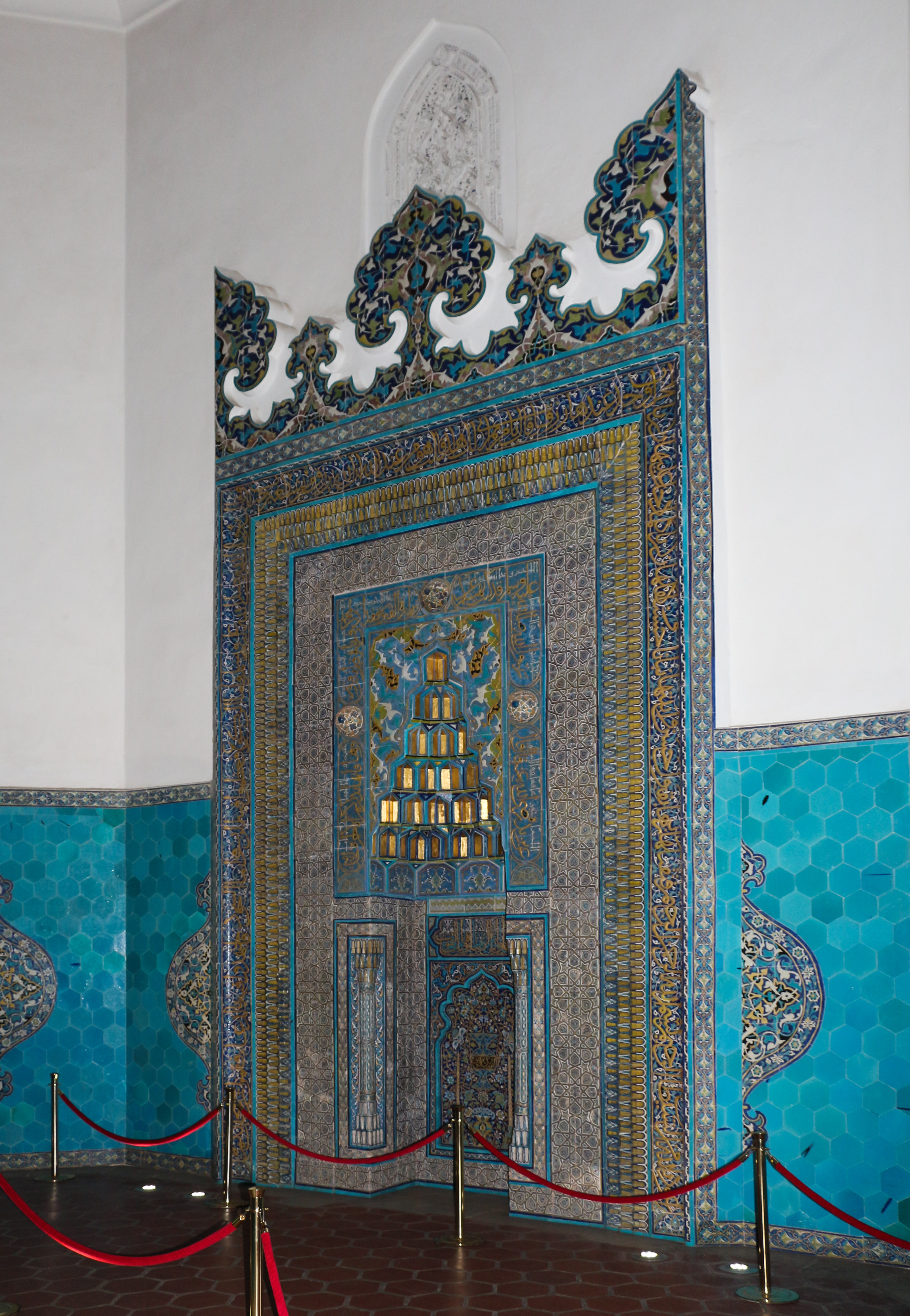
Le mihrab.

## Source
- (en) Cet article est partiellement ou en totalité issu de l’article de Wikipédia en anglais intitulé « Yeşil Türbe » (voir la liste des auteurs).